# Alfredo de Mesquita
Alfredo de Mesquita Pimentel (Angra do Heroísmo, 16 de Julho de 1871 — Paris, 20 de Maio de 1931), mais conhecido por Alfredo de Mesquita, foi um jornalista, escritor, olisipógrafo e diplomata português. Foi redactor do Jornal do Comércio, do Diário de Notícias e da revista O Ocidente. Colaborou, também, nos jornais humorísticos António Maria e Paródia. Publicou uma extensa obra literária, incluindo biografias, ensaios literários, contos, teatro, literatura de viagens e um romance. Pertenceu à Maçonaria, com iniciação em 1892, na Loja Tolerância, em Lisboa.

## Biografia
Nasceu em Angra, filho do industrial e intelectual João Marcelino de Mesquita Pimentel, fabricante de sabões e pioneiro na indústria açoriana de tabacos.
Começou a sua carreira de jornalista e escritor fundando em 1887, conjuntamente com Joaquim Borges de Menezes, o jornal Os Binóculos, publicação mensal de crítica social que se publicou na cidade de Angra do Heroísmo. Ao tempo era ainda estudante do Liceu de Angra do Heroísmo, estabelecimento onde concluiu o ensino secundário.
Terminados os estudos em Angra, partiu para Lisboa, onde se matriculou no Instituto Industrial e Comercial de Lisboa, por onde se diplomou.
Alguns anos depois foi nomeado secretário da Escola Naval, sendo depois transferido para funções na biblioteca daquele estabelecimento de ensino militar. Passou depois para a Biblioteca da Marinha, onde escreveu os primeiros livros.
Em Lisboa, iniciou a sua carreira de publicista na folha semanal O Crédito. Passou depois a colaborar nos diários Democracia Portuguesa, Nacional, Portugal, Correio Nacional, Jornal do Comércio, Comércio do Porto e Diário de Notícias. Colaborou na revista O Ocidente, sob pseudónimo de João Prudêncio, mostrando talento na crítica literária. Colaborou nos jornais humorísticos António Maria  (1879-1899) e A Paródia  (1900-1907). Foi um dos publicistas portugueses que integrou a redacção do Portugal na Guerra  (1917-1918). Também colaborou em diversas revistas, nomeadamente no O Occidente  (1878-1915), Branco e Negro (1896-1898), Brasil-Portugal (1899-1914), Serões   (1901-1911), Illustração portugueza (iniciada em 1903), A republica portugueza  (1910-1911), Atlântida (1915-1920) e Ilustração   (iniciada em 1926). Foi delegado da Associação de Jornalistas de Lisboa em diversos Congressos de Imprensa realizados em Itália, França, Suíça e Estados Unidos da América.
Alfredo Mesquita estreou-se como escritor com um estudo sobre Júlio César Machado a que se seguiram inúmeros títulos como Vida Airada (1884), De Cara Alegre, Portugal Moribundo, Lisboa (1903), A Rua do Ouro (1905), Memórias de um Fura-vidas (1905) e Alfacinhas (1910). Foi autor, com Teotónio Simão da Câmara Lima (casado com uma sua tia), do libreto da revista Na Ponta da Unha que foi representada no Teatro da Rua dos Condes. Como escritor revelou o seu espírito humorístico e crítico profundo.
A partir de 1911, iniciou uma carreira diplomática como cônsul. Prestou serviço em Durban (26 de Maio de 1911), Ourense (15 de Julho a 3 de Outubro de 1911, interino), Melbourne (1 de Novembro de 1911), Constantinopla (Dezembro de 1911 a Dezembro de 1916), Roma (20 de Fevereiro de 1917 a 1918), Nova York (3 de Abril de 1918 a 1919) e Hamburgo (27 de Maio a Dezembro de 1919). De 6 de Dezembro de 1919 a 1922, foi secretário da Legação Portuguesa em Paris. A partir de Março de 1921 prestou serviço na Direcção Geral dos Negócios Comerciais e Consulares em Lisboa, passando à disponibilidade a 14 de Março de 1922. Fixou então residência em Paris, onde geriu um hotel.
Na sua carreira diplomática distinguiu-se durante a sua estadia em Constantinopla (hoje Istambul), para onde foi nomeado a 16 de Outubro de 1911 encarregado de negócios e cônsul-geral de Portugal, ocupando o posto em Dezembro desse mesmo ano. Teve naquele posto consular um papel importante na ajuda aos judeus vítimas do conflito que então opunha otomanos a gregos na Segunda Guerra Balcânica.
Publicou, entre outras monografias, Portugal Moribundo, Memórias de um Fura-Vidas e Lisboa, colecção que a editora lançou sob o título de Portugal Pitoresco e Ilustrado. Escreveu uma biografia de João Chagas e o romance Rua do Ouro.
Como jornalista, acompanhou a visita régia aos Açores (1901) e a visita régia a França (1906).
Foi secretário da Associação de Jornalistas e Homens de Letras de Lisboa.
Alfredo de Mesquita foi, transição do século XIX para o século XX, um observador privilegiado da vida nos Estados Unidos da América, já que sendo diplomata em Nova Iorque, contactou de perto com a realidade social e política daquele país. Publicou as suas experiências norte-americanas no livro-reportagem intitulado A América do Norte (1928), sendo uma das obras portuguesas mais vendidas ao tempo. A obra foi reeditada em 2007.
Foi agraciado com a Ordem Militar de Cristo e a Legião de Honra (França).
A Fundação Luso-Americana para o Desenvolvimento (FLAD) apoiou recentemente a reedição da obra A América do Norte e, em sua homenagem, atribuiu o nome de Programa Alfredo de Mesquita a um projecto de apoio à formação de jornalistas açorianos.
Alfredo de Mesquita é lembrado como olisipógrafo na toponímia da cidade de Lisboa.

## Obras publicadas
Colaborou no Almanaque Açoriano e na Revista Angrense. Entre outras, é autor das seguintes obras:
- Cançoneta de Paris, que foi representada, no teatro angrense, na Cidade de Angra do Heroísmo, pelo actor Santos da Companhia Dramática Afonso Taveira, sendo muito aplaudida.
- Júlio César Machado. Lisboa: A. Ferin, 1890.
- Portugal Moribundo. Lisboa: Tip. Machado, 1894.
- Companheiros de bordo. Lisboa: Tip. Universal, 1900.
- Vida Airada,
- De Cara Alegre,
- Cartas da Holanda. Lisboa: Palhares & Morgado, 1900.
- A América do Norte. Lisboa: Parceria António Maria Pereira, 1928.
- Lisboa: Monografia (compilação e estudo por Alfredo Mesquita). Lisboa: Perspectivas & Realidades, 1987 (2.ª edição). Lisboa: Arquimedes Livros, 2006 (3.ª edição - ISBN 978-972-8917-24-1).
- Alfacinhas. Lisboa: António Maria Pereira, 1910 (1.ª edição). Lisboa: Vega, 1994 (2.ª edição - ISBN 972-699-415-2)
- Rua do Ouro: romance lisboeta. Lisboa: Livraria Editora Viúva Tavares Cardoso, 1905 (romance).
- Saudades de João Chagas, Ilustração. - Lisboa. - A. 3, n.º 52 (16 Fev. 1928).
- Domingo nas hortas. Branco e Negro: semanário illustrado. - Lisboa. - A. 1, vol. 1, n.º 17 (26 Jul. 1896).
- "Lisboa antes do Terramoto" in Marina Tavares Dia (editora), Histórias de Lisboa: antologia de textos sobre Lisboa. Lisboa: Quimera, 2002.
- "A Baixa Pombalina" in Marina Tavares Dia (editora), Histórias de Lisboa: antologia de textos sobre Lisboa. Lisboa: Quimera, 2002.
- Homens de letras. Branco e Negro: semanário illustrado. - Lisboa. - A. 1, vol. 2, nº 42 (17 Jan. 1897).
- Na Europa fagueira. Lisboa: Livraria J. Olympio, 1942.
- A única solução. Lisboa: J. Olympio, 1939.
- Vidas avulsas.. Lisboa: J. Olympio, 1944.
- Retours. Lisboa: J. Olympio, 1942.
- Memórias de um fura-vidas. Lisboa: António Maria Pereira, 1905.
- Relatório dos Delegados da Associação dos Jornalistas de Lisboa ao 8º Congresso Internacional da Imprensa – Berna 1902 (obra conjunta de Alfredo de Mesquita, José Parreira e L. Mendonça e Costa). Lisboa: 1903.
- O Jarrão da Índia. Angra do Heroísmo: Secretaria Regional da Educação e Cultura, 1983 (edição e prefácio de Pedro da Silveira).